# 東徹 (経営学者)
東 徹（あずま とおる、1962年（昭和37年）3月28日 - ）は、日本の商学者。立教大学観光学部教授。総合観光学会会員。岩手県出身。
専門は、マーケティング、サービス・マーケティング、観光ビジネス、観光まちづくり、地域ブランド、商店街問題など。

## 来歴
1984年、日本大学商学部商業学科を卒業後、同大学院商学研究科博士課程を1989年単位修得満期退学。
北海学園北見大学（現・北海商科大学）商学部で、専任講師（1989年-1993年）、助教授（1993年-2001年）、教授（2001年-2003年）、非常勤講師（2003年-2005年）を務める。母校の日本大学商学部には、2003年4月-2010年3月まで教授を務めた。また2005年-2008年には同大学院商学研究科ビジネス・コースを兼担していた。2009年には、台湾の実践大学で客員教授となる。
2010年4月、立教大学観光学部観光学科の教授に着任。また、2009年から青山学院大学経営学部で、2010年4月から日本大学商学部で、それぞれ非常勤講師を務めている。この他、北海学園北見大学開発政策研究所委員（2000年4月-2002年3月）や同開発政策研究所嘱託研究員（2004年4月-2006年3月）なども務めた。

## 所属学会
- 日本観光研究学会
- 総合観光学会（会長は恩師の長谷政弘）
- 日本広告学会（評議委員）

など。

## 著書
- 片桐誠士・高宮城朝則・東徹[編著]『現代マーケティングの構図』嵯峨野書院、2000年7月。ISBN 978-4782303108。

（執筆箇所：「第1章 マーケティングの現代的意義」「第3章 マーケティングの戦略的展開」「第8章 プロモーションと広告」「第11章 マーケティングの新しい課題（1.サービス・マーケティング）」）
- 森本正夫[監修]、塚本珪一・東徹[編著]『北海学園北見大学開発政策研究所叢書;持続可能な観光と地域発展へのアプローチ』泉文堂、1996年6月。ISBN 978-4793002632。

（執筆箇所：「序章 持続可能な観光と地域発展へのアプローチ」、「Chapter1-1 持続可能な観光の意義」、「Chapter1-2 新たな観光のあり方としての持続可能な観光」、「Chapter3-4 持続可能な観光と企業対応」）
- 嶋正・東徹[編著]『現代マーケティングの基礎知識』創成社、2013年1月。ISBN 978-4-7944-2403-7。

### 収録
- 久保村隆祐[編著]『商学通論』同文舘出版。
  - 「第5章第3節 取引」、「第10章 流通政策」（五訂版(2002年3月)、149-158頁、233-248頁。）
  - 「第10章 流通政策」（六訂版(2005年3月)、237-254頁。）
  - 「第10章 流通政策」（七訂版(2009年3月)、241-262頁。）
- リゾート環境問題研究会[編]『観光立国からの問題提起―リゾート開発・環境保全そして地域再生―』青山社、1993年12月。
- 「第7章 観光ビジネスの経営」（115-139頁）、「付録2 観光の文献研究」（279-291頁）＜塩田正志・長谷政弘[編著]『観光学』同文舘出版、1994年5月。＞
- 「第Ⅰ編 第3章 国際観光ビジネスとマーケティング」（53-72頁）＜徳久球雄[編著]『環太平洋地域における国際観光』嵯峨野書院、1995年11月。＞
- 「第Ⅰ部 第7章 観光商品の企画」（81-95頁）、「第Ⅰ部 第11章 観光マーケティングと流通」（137-154頁）、「第Ⅰ部 第13章 観光マーケティングの現代的課題」（173-191頁）＜長谷政弘[編著]『観光マーケティング―理論と実際―』同文舘出版、1996年7月。＞
- 「環境志向的マーケティングの展開」＜北海学園北見大学商学部[編]『現代ビジネスの課題と展望：北海学園北見大学開学20周年記念論文集』泉文堂、1996年、pp.　-　。＞
- 「第3章-1 観光地の経営」（27-35頁）、「第5章 観光開発」（55-67頁）＜長谷政弘[編著]『観光振興論』税務経理協会、1998年11月。＞
- 「第6章 観光情報とサービス提供」、「第8章 観光行動」＜長谷政弘[編著]『観光ビジネス論』同友館、1999年4月、72-89頁、107-123頁。＞
- 「有機農産物への政策対応と市場拡大の可能性」＜米内山昭和・阿部秀明[編著]『持続的農業と環境保全へのアプローチ』泉文堂、1999年6月。＞
- 「地域マーケティングの意義と課題」＜広瀬牧人・阿部秀明・兪炳強[編著]『地域発展戦略へのアプローチ』泉文堂、2001年>
- 「第10章 マーケティング」＜秋山義継・藤森保明[編著]『現代経営学』八千代出版、2006年3月、157-177頁。）
- 「地域ブランド戦略の意義と展開」＜須田寬[著]『新時代の観光―課題と挑戦―』同文舘出版、2007年11月。＞
- 「第10章 観光における開発と保護」、「コラム10 地域ブランド戦略」＜前田勇[編著]『現代観光総論〔改訂新版〕』学文社、2010年1月。＞

### 執筆論文
- 「拡張されたマーケティング概念の形成とその意義（1）」『北見大学論集』第24巻、1990年9月、pp.17-30。
- 「拡張されたマーケティング概念の形成とその意義（2）」『北見大学論集』第26巻、1991年9月、pp.63-91。
- 「リゾート開発と地域住民」『北見大学論集』第27巻、1992年2月、pp.133-165。（柳憲一郎と共筆）
- 「広告の商品価格に及ぼす影響について」『北見大学論集』第28巻、1992年9月、pp.39-67。
- 「日本における大規模小売店舗規制の源流―昭和初期における百貨店と中小小売商との対立と百貨店法の成立―」『北見大学論集』第29巻、1993年4月、pp.49-88。
- 「観光マーケティングにおける今日的理念について―観光ビジネスの社会的責任とマーケティング理念の高度化―」『北見大学論集』1993年9月、第30巻、pp.61-88。
- 「旅行商品の広告表現に関する問題点」日本観光学会『研究報告』第25巻、1993年、pp.　-　。
- 「観光経営戦略の新たな枠組みとマーケティングの役割―ステークホルダー・アプローチ―」日本観光学会『研究報告』第27巻、1995年、pp.　-　。
- 「北海道における生活廃棄物の発生メカニズムと行栄対応に関する実証的研究」『北見大学論集』第34巻、1995年10月、pp.129-159。（吉田省一、阿部英明、佐藤博樹と共著）
- 「環境志向的マーケティングの展開」北海学園北見大学商学部[編]『現代ビジネスの課題と展望：北海学園北見大学開学20周年記念論文集』泉文堂、1996年、pp.　-　。
- 「近年における主催旅行募集広告適正化の動向」『広告科学』第35巻、1997年、pp.　-　。
- 「マーケティング論におけるサービスの概念と位置づけについて―サービス・マーケティングの予備的考察―」『北見大学論集』第38巻、1997年9月、pp.19-35。
- 「観光地マーケティングに関する基礎的考察」日本観光学会『研究報告』第33巻、1998年、pp.　-　。
- 「地域小売商業における新たな秩序の意義と街づくりマーケティング」『北見大学論集』第24巻第1号（通巻第47巻）、2001年8月、pp.39-58。
- 「地域マーケティングの意義と課題」『地域発展戦略へのアプローチ』泉文堂、2001年。
- 「観光地づくりにおける時速可能性と地域イニシアティブ」総合観光学会編『観光の新たな潮流』同文館出版、2003年、pp.　-　。
- 「地域ブランド戦略の意義と展開」総合観光学会編『新たな観光の潮流―課題と挑戦―』同文館出版、2007年、pp.　-　。